# Artemisia lagopus
Artemisia lagopus là một loài thực vật có hoa trong họ Cúc. Loài này được Fisch. ex Besser mô tả khoa học đầu tiên năm 1834.